# 115º Congresso degli Stati Uniti d'America
Il 115º Congresso degli Stati Uniti d'America, formato dalla Camera dei rappresentanti e dal Senato, ha costituito, dal 3 gennaio 2017 al 3 gennaio 2019, il ramo legislativo del governo federale statunitense.
La sua composizione è stata definita nelle elezioni generali dell'8 novembre 2016, nelle quali il Partito Repubblicano ha mantenuto la maggioranza per entrambe le assemblee, perdendo rispetto alla precedente composizione due seggi del Senato e sei della Camera.

## Eventi

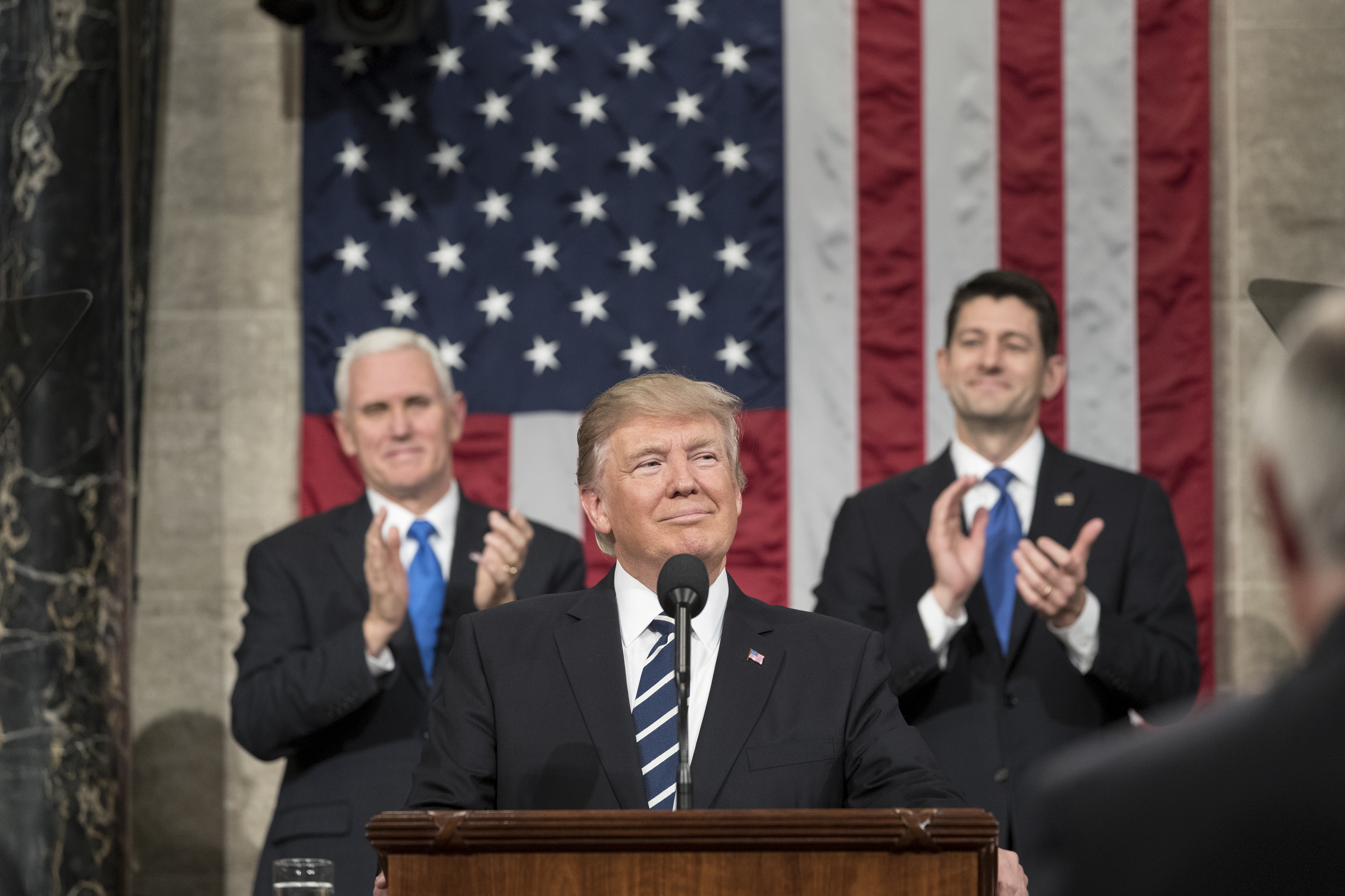
28 febbraio 2017: Il Presidente Donald Trump al Congresso, con il presidente del Senato Mike Pence e il presidente della Camera Paul Ryan.

- 5 gennaio 2017: La Camera dei rappresentanti ha condannato la risoluzione 2334 del Consiglio di sicurezza delle Nazioni Unite.
- 6 gennaio 2017: sessione congiunta per il conteggio dei voti elettorali delle Elezioni presidenziali negli Stati Uniti d'America del 2016.
- 20 gennaio 2017: giuramento e insediamento di Donald Trump come Presidente degli Stati Uniti e Mike Pence come vicepresidente. Approvazione della modifica regolamentare che estende la procedura dell'opzione nucleare alle votazioni di bilancio concernenti l'assistenza sanitaria, per consentire la modifica dell'Obamacare a maggioranza semplice.
- 7 febbraio 2017: Il vicepresidente ha espresso il voto per confermare Betsy DeVos come segretario dell'educazione. Questa è stata la prima volta nella storia degli Stati Uniti che una conferma del gabinetto era legata al Senato e richiedeva un voto legato.
- 28 febbraio 2017: discorso del presidente a una sessione congiunta
- 6 aprile 2017: la nuova maggioranza repubblicana al Senato ha abbassato la maggioranza anche per le proposte presidenziali alla Corte suprema, consentendo la nomina del giudice Neil Gorsuch.

## Senato

Composizione del Senato

### Riepilogo della composizione
|                               | Partito      | Partito      | Partito | Totale | Vacante |
| ----------------------------- | ------------ | ------------ | ------- | ------ | ------- |
|                               |              |              |         | Totale | Vacante |
| Democratico                   | Indipendente | Repubblicano |         | Totale | Vacante |
| Fine del congresso precedente | 44           | 2            | 54      | 100    | 0       |
|                               |              |              |         |        |         |
| Inizio                        | 46           | 2            | 52      | 100    | 0       |
| 8 febbraio 2017               | 46           | 2            | 51      | 99     | 1       |
| 9 febbraio 2017               | 46           | 2            | 52      | 100    | 0       |
| 2 gennaio 2018                | 45           | 2            | 52      | 99     | 1       |
| 3 gennaio 2018                | 47           | 2            | 51      | 100    | 0       |
| 1º aprile 2018                | 47           | 2            | 50      | 99     | 1       |
| 9 aprile 2018                 | 47           | 2            | 51      | 100    | 0       |
| 25 agosto 2018                | 47           | 2            | 50      | 99     | 1       |
| 4 settembre 2018              | 47           | 2            | 51      | 100    | 0       |
| % di voti                     | 49%          | 49%          | 51%     |        |         |

- Entrambi gli indipendenti sono associati al Partito Democratico.

### Leadership

#### Assemblea
| Vicepresidente degli Stati Uniti d'America e Presidente del Senato |                                    |
|                                                                    |                                    |
| Joe Biden (D) fino al 20 gennaio 2017                              | Mike Pence (R) dal 20 gennaio 2017 |

| Presidente pro tempore del Senato |
| --------------------------------- |
|                                   |
| Orrin Hatch (R)                   |

| Leadership della Maggioranza al Senato                 | Leadership della Maggioranza al Senato           |
| ------------------------------------------------------ | ------------------------------------------------ |
|                                                        |                                                  |
| Leader della Maggioranza al Senato Mitch McConnell (R) | Whip della Maggioranza al Senato John Cornyn (R) |

| Leadership della Minoranza al Senato               | Leadership della Minoranza al Senato           |
| -------------------------------------------------- | ---------------------------------------------- |
|                                                    |                                                |
| Leader della Minoranza al Senato Chuck Schumer (D) | Whip della Minoranza al Senato Dick Durbin (D) |

### Membri
Il numero indica la classe del senatore; nelle elezioni del novembre 2016 sono sottoposti ad elezione tutti i senatori appartenenti alla classe 3.
Alabama
- 2. Jeff Sessions (R), fino all'8 febbraio 2017

     Luther Strange (R), dal 9 febbraio fino al 3 gennaio 2018
     Doug Jones (D), dal 3 gennaio 2018
- 3. Richard Shelby (R)

Alaska
- 2. Dan Sullivan (R)
- 3. Lisa Murkowski (R)

Arizona
- 1. Jeff Flake (R)
- 3. John McCain (R), fino al 25 agosto 2018

     Jon Kyl (R), dal 5 settembre 2018
Arkansas
- 2. Tom Cotton (R)
- 3. John Boozman (R)

California
- 1. Dianne Feinstein (D)
- 3. Kamala Harris (D)

Carolina del Nord
- 2. Thom Tillis (R)
- 3. Richard Burr (R)

Carolina del Sud
- 2. Lindsey Graham (R)
- 3. Tim Scott (R)

Colorado
- 2. Cory Gardner (R)
- 3. Michael Bennet (D)

Connecticut
- 1. Chris Murphy (D)
- 3. Richard Blumenthal (D)

Dakota del Nord
- 1. Heidi Heitkamp (D-NPL)
- 3. John Hoeven (R)

Dakota del Sud
- 2. Mike Rounds (R)
- 3. John Thune (R)

Delaware
- 1. Thomas Carper (D)
- 2. Chris Coons (D)

Florida
- 1. Bill Nelson (D)
- 3. Marco Rubio (R)

Georgia
- 2. David Perdue (R)
- 3. Johnny Isakson (R)

Hawaii
- 1. Mazie Hirono (D)
- 3. Brian Schatz (D)

Idaho
- 2. Jim Risch (R)
- 3. Mike Crapo (R)

Illinois
- 2. Dick Durbin (D)
- 3. Tammy Duckworth (D)

Indiana
- 1. Joe Donnelly (D)
- 3. Todd Young (R)

Iowa
- 2. Joni Ernst (R)
- 3. Chuck Grassley (R)

Kansas
- 2. Pat Roberts (R)
- 3. Jerry Moran (R)

Kentucky
- 2. Mitch McConnell (R)
- 3. Rand Paul (R)

Louisiana
- 2. Bill Cassidy (R)
- 3. John Neely Kennedy (R)

Maine
- 1. Angus King (I)
- 2. Susan Collins (R)

Maryland
- 1. Ben Cardin (D)
- 3. Chris Van Hollen (D)

Massachusetts
- 1. Elizabeth Warren (D)
- 2. Ed Markey (D)

Michigan
- 1. Debbie Stabenow (D)
- 2. Gary Peters (D)

Minnesota
- 1. Amy Klobuchar (D)
- 2. Al Franken (D), fino al 2 gennaio 2018

     Tina Smith (D), dal 3 gennaio 2018
Mississippi
- 1. Roger Wicker (R)
- 2. Thad Cochran (R), fino al 1º aprile 2018

     Cindy Hyde-Smith (R), dal 9 aprile 2018
Missouri
- 1. Claire McCaskill (D)
- 3. Roy Blunt (R)

Montana
- 1. Jon Tester (D)
- 2. Steve Daines (R)

Nebraska
- 1. Deb Fischer (R)
- 2. Ben Sasse (R)

Nevada
- 1. Dean Heller (R)
- 3. Catherine Cortez Masto (D)

New Hampshire
- 2. Jeanne Shaheen (D)
- 3. Maggie Hassan (D)

New Jersey
- 1. Bob Menendez (D)
- 2. Cory Booker (D)

New York
- 1. Kirsten Gillibrand (D)
- 3. Chuck Schumer (D)

Nuovo Messico
- 1. Martin Heinrich (D)
- 2. Tom Udall (D)

Ohio
- 1. Sherrod Brown (D)
- 3. Rob Portman (R)

Oklahoma
- 2. Jim Inhofe (R)
- 3. James Lankford (R)

Oregon
- 2. Ron Wyden (D)
- 3. Jeff Merkley (D)

Pennsylvania
- 1. Bob Casey, Jr. (D)
- 3. Pat Toomey (R)

Rhode Island
- 1. Sheldon Whitehouse (D)
- 2. Jack Reed (D)

Tennessee
- 1. Bob Corker (R)
- 2. Lamar Alexander (R)

Texas
- 1. Ted Cruz (R)
- 2. John Cornyn (R)

Utah
- 1. Orrin Hatch (R)
- 3. Mike Lee (R)

Vermont
- 1. Bernie Sanders (I)
- 3. Patrick Leahy (D)

Virginia
- 1. Tim Kaine (D)
- 2. Mark Warner (D)

Virginia Occidentale
- 1. Joe Manchin (D)
- 2. Shelley Moore Capito (R)

Washington
- 1. Maria Cantwell (D)
- 3. Patty Murray (D)

Wisconsin
- 1. Tammy Baldwin (D)
- 3. Ron Johnson (R)

Wyoming
- 1. John Barrasso (R)
- 2. Mike Enzi (R)

## Camera dei rappresentanti

Composizione della Camera dei rappresentanti

### Riepilogo della composizione
|                               | Partito      | Partito | Totale | Vacante |  |
| ----------------------------- | ------------ | ------- | ------ | ------- |  |
|                               |              |         | Totale | Vacante |  |
| Democratico                   | Repubblicano |         | Totale | Vacante |  |
| Fine del congresso precedente | 187          | 246     | 433    | 2       |  |
|                               |              |         |        |         |  |
| Inizio (3 gennaio 2017)       | 194          | 241     | 435    | 0       |  |
| 23 gennaio 2017               | 194          | 240     | 434    | 1       |  |
| 24 gennaio 2017               | 193          | 240     | 433    | 2       |  |
| 10 febbraio 2017              | 193          | 239     | 432    | 3       |  |
| 16 febbraio 2017              | 193          | 238     | 431    | 4       |  |
| 1º marzo 2017                 | 193          | 237     | 430    | 5       |  |
| 11 aprile 2017                | 193          | 238     | 431    | 4       |  |
| 25 maggio 2017                | 193          | 239     | 432    | 3       |  |
| 6 giugno 2017                 | 194          | 239     | 433    | 2       |  |
| 20 giugno 2017                | 194          | 241     | 435    | 0       |  |
| 30 giugno 2017                | 194          | 240     | 434    | 1       |  |
| 21 ottobre 2017               | 194          | 239     | 433    | 2       |  |
| 7 novembre 2017               | 194          | 240     | 434    | 1       |  |
| 5 dicembre 2017               | 193          | 240     | 433    | 2       |  |
| 8 dicembre 2017               | 193          | 239     | 432    | 3       |  |
| 15 gennaio 2018               | 193          | 238     | 431    | 4       |  |
| 13 marzo 2018                 | 194          | 238     | 432    | 3       |  |
| 16 marzo 2018                 | 193          | 238     | 431    | 4       |  |
| 6 aprile 2018                 | 193          | 237     | 430    | 5       |  |
| 23 aprile 2018                | 193          | 236     | 429    | 6       |  |
| 24 aprile 2018                | 193          | 237     | 430    | 5       |  |
| 27 aprile 2018                | 193          | 236     | 429    | 6       |  |
| 12 maggio 2018                | 193          | 235     | 428    | 7       |  |
| 30 giugno 2018                | 193          | 236     | 429    | 6       |  |
| 7 agosto 2018                 | 193          | 237     | 430    | 5       |  |
| 10 settembre 2018             | 193          | 236     | 429    | 6       |  |
| 30 settembre 2018             | 193          | 235     | 428    | 7       |  |
| 6 novembre 2018               | 197          | 236     | 433    | 2       |  |
| 31 dicembre 2018              | 196          | 236     | 432    | 3       |  |
| % di voti                     | 45,4%        | 54,6%   |        |         |  |

- Presenti 6 membri non votanti, tre di essi sono associati al Partito Democratico, due al Partito Repubblicano e uno si configura come indipendente.

### Leadership

#### Assemblea
| Speaker della Camera dei rappresentanti |
| --------------------------------------- |
|                                         |
| Paul Ryan (R)                           |

| Leadership della Maggioranza alla Camera dei rappresentanti                | Leadership della Maggioranza alla Camera dei rappresentanti             |
| -------------------------------------------------------------------------- | ----------------------------------------------------------------------- |
|                                                                            |                                                                         |
| Leader della Maggioranza alla Camera dei rappresentanti Kevin McCarthy (R) | Whip della Maggioranza alla Camera dei rappresentanti Steve Scalise (R) |

| Leadership della Minoranza alla Camera dei rappresentanti]             | Leadership della Minoranza alla Camera dei rappresentanti]          |
| ---------------------------------------------------------------------- | ------------------------------------------------------------------- |
|                                                                        |                                                                     |
| Leader della Minoranza alla Camera dei rappresentanti Nancy Pelosi (D) | Whip della Minoranza alla Camera dei rappresentanti Steny Hoyer (D) |

### Membri
Alabama
(6 Repubblicani, 1 Democratico)
- 1. Bradley Byrne (R)
- 2. Martha Roby (R)
- 3. Mike Rogers (R)
- 4. Robert Aderholt (R)
- 5. Mo Brooks (R)
- 6. Gary Palmer (R)
- 7. Terri Sewell (D)

Alaska
(1 Repubblicano)
- "At-large". Don Young (R)

Arizona
(5 Repubblicani, 4 Democratici)
- 1. Tom O'Halleran (D)
- 2. Martha McSally (R)
- 3. Raúl Grijalva (D)
- 4. Paul Gosar (R)
- 5. Andy Biggs (R)
- 6. David Schweikert (R)
- 7. Ruben Gallego (D)
- 8. Trent Franks (R), fino all'8 dicembre 2017

     Debbie Lesko (R), dal 7 maggio 2018
- 9. Kyrsten Sinema (D)

Arkansas
(4 Repubblicani)
- 1. Rick Crawford (R)
- 2. French Hill (R)
- 3. Steve Womack (R)
- 4. Bruce Westerman (R)

California
(39 Democratici, 14 Repubblicani)
- 1. Doug LaMalfa (R)
- 2. Jared Huffman (D)
- 3. John Garamendi (D)
- 4. Tom McClintock (R)
- 5. Mike Thompson (D)
- 6. Doris Matsui (D)
- 7. Ami Bera (D)
- 8. Paul Cook (R)
- 9. Jerry McNerney (D)
- 10. Jeff Denham (R)
- 11. Mark DeSaulnier (D)
- 12. Nancy Pelosi (D)
- 13. Barbara Lee (D)
- 14. Jackie Speier (D)
- 15. Eric Swalwell (D)
- 16. Jim Costa (D)
- 17. Ro Khanna (D)
- 18. Anna Eshoo (D)
- 19. Zoe Lofgren (D)
- 20. Jimmy Panetta (D)
- 21. David Valadao (R)
- 22. Devin Nunes (R)
- 23. Kevin McCarthy (R)
- 24. Salud Carbajal (D)
- 25. Steve Knight (R)
- 26. Julia Brownley (D)
- 27. Judy Chu (D)
- 28. Adam Schiff (D)
- 29. Tony Cardenas (D)
- 30. Brad Sherman (D)
- 31. Pete Aguilar (D)
- 32. Grace Napolitano (D)
- 33. Ted Lieu (D)
- 34. Xavier Becerra (D), fino al 24 gennaio 2017

     Jimmy Gomez (D), dall'11 luglio 2017
- 35. Norma Torres (D)
- 36. Raul Ruiz (D)
- 37. Karen Bass (D)
- 38. Linda Sánchez (D)
- 39. Ed Royce (R)
- 40. Lucille Roybal-Allard (D)
- 41. Mark Takano (D)
- 42. Ken Calvert (R)
- 43. Maxine Waters (D)
- 44. Nanette Barragán (D)
- 45. Mimi Walters (R)
- 46. Lou Correa (D)
- 47. Alan Lowenthal (D)
- 48. Dana Rohrabacher (R)
- 49. Darrell Issa (R)
- 50. Duncan D. Hunter (R)
- 51. Juan Vargas (D)
- 52. Scott Peters (D)
- 53. Susan Davis (D)

Carolina del Nord
(10 Repubblicani, 3 Democratici)
- 1. G. K. Butterfield (D)
- 2. George Holding (R)
- 3. Walter B. Jones (R)
- 4. David Price (D)
- 5. Virginia Foxx (R)
- 6. Mark Walker (R)
- 7. David Rouzer (R)
- 8. Richard Hudson (R)
- 9. Robert Pittenger (R)
- 10. Patrick McHenry (R)
- 11. Mark Meadows (R)
- 12. Alma Adams (D)
- 13. Ted Budd (R)

Carolina del Sud
(6 Repubblicani, 1 Democratico)
- 1. Mark Sanford (R)
- 2. Joe Wilson (R)
- 3. Jeff Duncan (R)
- 4. Trey Gowdy (R)
- 5. Mick Mulvaney (R), fino al 16 febbraio 2017

     Ralph Norman (R), dal 26 giugno 2017
- 6. Jim Clyburn (D)
- 7. Tom Rice (R)

Colorado
(4 Repubblicani, 3 Democratici)
- 1. Diana DeGette (D)
- 2. Jared Polis (D)
- 3. Scott Tipton (R)
- 4. Ken Buck (R)
- 5. Doug Lamborn (R)
- 6. Mike Coffman (R)
- 7. Ed Perlmutter (D)

Connecticut
(5 Democratici)
- 1. John Larson (D)
- 2. Joe Courtney (D)
- 3. Rosa DeLauro (D)
- 4. Jim Himes (D)
- 5. Elizabeth Esty (D)

Dakota del Nord
(1 Repubblicano)
- "At-large". Kevin Cramer (R)

Dakota del Sud
(1 Repubblicano)
- "At-large". Kristi Noem (R)

Delaware
(1 Democratico)
- "At-large". Lisa Blunt Rochester (D)

Florida
(16 Repubblicani, 11 Democratici)
- 1. Matt Gaetz (R)
- 2. Neal Dunn (R)
- 3. Ted Yoho (R)
- 4. John Rutherford (R)
- 5. Al Lawson (D)
- 6. Ron DeSantis (R), fino al 10 settembre 2018

     Vacante, da tale data fino al Congresso successivo
- 7. Stephanie Murphy (D)
- 8. Bill Posey (R)
- 9. Darren Soto (D)
- 10. Val Demings (D)
- 11. Daniel Webster (R)
- 12. Gus Bilirakis (R)
- 13. Charlie Crist (D)
- 14. Kathy Castor (D)
- 15. Dennis Ross (R)
- 16. Vern Buchanan (R)
- 17. Tom Rooney (R)
- 18. Brian Mast (R)
- 19. Francis Rooney (R)
- 20. Alcee Hastings (D)
- 21. Lois Frankel (D)
- 22. Ted Deutch (D)
- 23. Debbie Wasserman Schultz (D)
- 24. Frederica Wilson (D)
- 25. Mario Díaz-Balart (R)
- 26. Carlos Curbelo (R)
- 27. Ileana Ros-Lehtinen (R)

Georgia
(10 Repubblicani, 4 Democratici)
- 1. Buddy Carter (R)
- 2. Sanford Bishop (D)
- 3. Drew Ferguson (R)
- 4. Hank Johnson (D)
- 5. John Lewis (D)
- 6. Tom Price (R), fino al 10 febbraio 2017

     Karen Handel (R), dal 26 giugno 2017
- 7. Rob Woodall (R)
- 8. Austin Scott (R)
- 9. Doug Collins (R)
- 10. Jody Hice (R)
- 11. Barry Loudermilk (R)
- 12. Rick Allen (R)
- 13. David Scott (D)
- 14. Tom Graves (R)

Hawaii
(2 Democratici)
- 1. Colleen Hanabusa (D)
- 2. Tulsi Gabbard (D)

Idaho
(2 Repubblicani)
- 1. Raúl Labrador (R)
- 2. Mike Simpson (R)

Illinois
(11 Democratici, 7 Repubblicani)
- 1. Bobby Rush (D)
- 2. Robin Kelly (D)
- 3. Dan Lipinski (D)
- 4. Luis Gutiérrez (D)
- 5. Michael Quigley (D)
- 6. Peter Roskam (R)
- 7. Danny K. Davis (D)
- 8. Raja Krishnamoorthi (D)
- 9. Jan Schakowsky (D)
- 10. Brad Schneider (D)
- 11. Bill Foster (D)
- 12. Mike Bost (R)
- 13. Rodney Davis (R)
- 14. Randy Hultgren (R)
- 15. John Shimkus (R)
- 16. Adam Kinzinger (R)
- 17. Cheri Bustos (D)
- 18. Darin LaHood (R)

Indiana
(7 Repubblicani, 2 Democratici)
- 1. Pete Visclosky (D)
- 2. Jackie Walorski (R)
- 3. Jim Banks (R)
- 4. Todd Rokita (R)
- 5. Susan Brooks (R)
- 6. Luke Messer (R)
- 7. André Carson (D)
- 8. Larry Bucshon (R)
- 9. Trey Hollingsworth (R)

Iowa
(3 Repubblicani, 1 Democratico)
- 1. Rod Blum (R)
- 2. David Loebsack (D)
- 3. David Young (R)
- 4. Steve King (R)

Kansas
(4 Repubblicani)
- 1. Roger Marshall (R)
- 2. Lynn Jenkins (R)
- 3. Kevin Yoder (R)
- 4. Mike Pompeo (R), fino al 23 gennaio 2017

     Ron Estes (R), dal 25 aprile 2017
Kentucky
(5 Repubblicani, 1 Democratico)
- 1. James Comer (R)
- 2. Brett Guthrie (R)
- 3. John Yarmuth (D)
- 4. Thomas Massie (R)
- 5. Hal Rogers (R)
- 6. Andy Barr (R)

Louisiana
(5 Repubblicani, 1 Democratico)
- 1. Steve Scalise (R)
- 2. Cedric Richmond (D)
- 3. Clay Higgins (R)
- 4. Mike Johnson (R)
- 5. Ralph Abraham (R)
- 6. Garret Graves (R)

Maine
(1 Democratico, 1 Repubblicano)
- 1. Chellie Pingree (D)
- 2. Bruce Poliquin (R)

Maryland
(7 Democratici, 1 Repubblicano)
- 1. Andy Harris (R)
- 2. Dutch Ruppersberger (D)
- 3. John Sarbanes (D)
- 4. Anthony Brown (D)
- 5. Steny Hoyer (D)
- 6. John K. Delaney (D)
- 7. Elijah Cummings (D)
- 8. Jamie Raskin (D)

Massachusetts
(9 Democratici)
- 1. Richard Neal (D)
- 2. Jim McGovern (D)
- 3. Niki Tsongas (D)
- 4. Joseph Patrick Kennedy III (D)
- 5. Katherine Clark (D)
- 6. Seth Moulton (D)
- 7. Mike Capuano (D)
- 8. Stephen Lynch (D)
- 9. William Keating (D)

Michigan
(9 Repubblicani, 5 Democratici)
- 1. Jack Bergman (R)
- 2. Bill Huizenga (R)
- 3. Justin Amash (R)
- 4. John Moolenaar (R)
- 5. Dan Kildee (D)
- 6. Fred Upton (R)
- 7. Tim Walberg (R)
- 8. Mike Bishop (R)
- 9. Sander Levin (D)
- 10. Paul Mitchell (R)
- 11. Dave Trott (R)
- 12. Debbie Dingell (D)
- 13. John Conyers (D), fino al 5 dicembre 2017

     Brenda Jones (D), dal 29 novembre 2018
- 14. Brenda Lawrence (D)

Minnesota
(5 Democratici, 3 Repubblicani)
- 1. Tim Walz (D)
- 2. Jason Lewis (R)
- 3. Erik Paulsen (R)
- 4. Betty McCollum (D)
- 5. Keith Ellison (D)
- 6. Tom Emmer (R)
- 7. Collin Peterson (D)
- 8. Rick Nolan (D)

Mississippi
(3 Repubblicani, 1 Democratico)
- 1. Trent Kelly (R)
- 2. Bennie Thompson (D)
- 3. Gregg Harper (R)
- 4. Steven Palazzo (R)

Missouri
(6 Repubblicani, 2 Democratici)
- 1. William Lacy Clay, Jr. (D)
- 2. Ann Wagner (R)
- 3. Blaine Luetkemeyer (R)
- 4. Vicky Hartzler (R)
- 5. Emanuel Cleaver (D)
- 6. Sam Graves (R)
- 7. Billy Long (R)
- 8. Jason T. Smith (R)

Montana
(1 Repubblicano)
- "At-large". Ryan Zinke (R), fino al 1º marzo 2017

     Greg Gianforte (R), dal 21 giugno 2017
Nebraska
(3 Repubblicani)
- 1. Jeff Fortenberry (R)
- 2. Don Bacon (R)
- 3. Adrian Smith (R)

Nevada
(3 Democratici, 1 Repubblicano)
- 1. Dina Titus (D)
- 2. Mark Amodei (R)
- 3. Jacky Rosen (D)
- 4. Ruben Kihuen (D)

New Hampshire
(2 Democratici)
- 1. Carol Shea-Porter (D)
- 2. Ann McLane Kuster (D)

New Jersey
(7 Democratici, 5 Repubblicani)
- 1. Donald Norcross (D)
- 2. Frank LoBiondo (R)
- 3. Tom MacArthur (R)
- 4. Chris Smith (R)
- 5. Josh Gottheimer (D)
- 6. Frank Pallone (D)
- 7. Leonard Lance (R)
- 8. Albio Sires (D)
- 9. Bill Pascrell (D)
- 10. Donald Payne, Jr. (D)
- 11. Rodney Frelinghuysen (R)
- 12. Bonnie Watson Coleman (D)

New York
(18 Democratici, 9 Repubblicani)
- 1. Lee Zeldin (R)
- 2. Peter T. King (R)
- 3. Tom Suozzi (D)
- 4. Kathleen Rice (D)
- 5. Gregory Meeks (D)
- 6. Grace Meng (D)
- 7. Nydia Velázquez (D)
- 8. Hakeem Jeffries (D)
- 9. Yvette Clarke (D)
- 10. Jerrold Nadler (D)
- 11. Dan Donovan (R)
- 12. Carolyn B. Maloney (D)
- 13. Adriano Espaillat (D)
- 14. Joseph Crowley (D)
- 15. José Serrano (D)
- 16. Eliot Engel (D)
- 17. Nita Lowey (D)
- 18. Sean Patrick Maloney (D)
- 19. John Faso (R)
- 20. Paul Tonko (D)
- 21. Elise Stefanik (R)
- 22. Claudia Tenney (R)
- 23. Tom Reed (R)
- 24. John Katko (R)
- 25. Louise Slaughter (D), fino al 16 marzo 2018

     Joseph Morelle (D), dal 6 novembre 2018
- 26. Brian Higgins (D)
- 27. Chris Collins (R)

Nuovo Messico
(2 Democratici, 1 Repubblicano)
- 1. Michelle Lujan Grisham (D), fino al 31 dicembre 2018

     Vacante, da tale data fino al Congresso successivo
- 2. Steve Pearce (R)
- 3. Ben R. Luján (D)

Ohio
(12 Repubblicani, 4 Democratici)
- 1. Steve Chabot (R)
- 2. Brad Wenstrup (R)
- 3. Joyce Beatty (D)
- 4. Jim Jordan (R)
- 5. Bob Latta (R)
- 6. Bill Johnson (R)
- 7. Bob Gibbs (R)
- 8. Warren Davidson (R)
- 9. Marcy Kaptur (D)
- 10. Mike Turner (R)
- 11. Marcia Fudge (D)
- 12. Pat Tiberi (R), fino al 15 gennaio 2018

     Troy Balderson (R), dal 7 agosto 2018
- 13. Tim Ryan (D)
- 14. David Joyce (R)
- 15. Steve Stivers (R)
- 16. Jim Renacci (R)

Oklahoma
(5 Repubblicani)
- 1. Jim Bridenstine (R), fino al 23 aprile 2018

     Kevin Hern (R), dal 6 novembre 2018
- 2. Markwayne Mullin (R)
- 3. Frank Lucas (R)
- 4. Tom Cole (R)
- 5. Steve Russell (R)

Oregon
(4 Democratici, 1 Repubblicano)
- 1. Suzanne Bonamici (D)
- 2. Greg Walden (R)
- 3. Earl Blumenauer (D)
- 4. Peter DeFazio (D)
- 5. Kurt Schrader (D)

Pennsylvania
(13 Repubblicani, 5 Democratici)
- 1. Bob Brady (D)
- 2. Dwight Evans (D)
- 3. Mike Kelly (R)
- 4. Scott Perry (R)
- 5. Glenn Thompson (R)
- 6. Ryan Costello (R)
- 7. Pat Meehan (R), fino al 27 aprile 2018

     Mary Gay Scanlon (D), dal 6 novembre 2018
- 8. Brian Fitzpatrick (R)
- 9. Bill Shuster (R)
- 10. Tom Marino (R)
- 11. Lou Barletta (R)
- 12. Keith Rothfus (R)
- 13. Brendan Boyle (D)
- 14. Michael Doyle (D)
- 15. Charlie Dent (R), fino al 12 maggio 2018

     Susan Wild (D), dal 6 novembre 2018
- 16. Lloyd Smucker (R)
- 17. Matt Cartwright (D)
- 18. Tim Murphy (R), fino al 21 ottobre 2017

     Conor Lamb (D), dal 12 aprile 2018
Rhode Island
(2 Democratici)
- 1. David Cicilline (D)
- 2. James Langevin (D)

Tennessee
(7 Repubblicani, 2 Democratici)
- 1. Phil Roe (R)
- 2. Jimmy Duncan (R)
- 3. Chuck Fleischmann (R)
- 4. Scott DesJarlais (R)
- 5. Jim Cooper (D)
- 6. Diane Black (R)
- 7. Marsha Blackburn (R)
- 8. David Kustoff (R)
- 9. Steve Cohen (D)

Texas
(25 Repubblicani, 11 Democratici)
- 1. Louie Gohmert (R)
- 2. Ted Poe (R)
- 3. Sam Johnson (R)
- 4. John Ratcliffe (R)
- 5. Jeb Hensarling (R)
- 6. Joe Barton (R)
- 7. John Culberson (R)
- 8. Kevin Brady (R)
- 9. Al Green (D)
- 10. Michael McCaul (R)
- 11. Mike Conaway (R)
- 12. Kay Granger (R)
- 13. Mac Thornberry (R)
- 14. Randy Weber (R)
- 15. Vicente González (D)
- 16. Beto O'Rourke (D)
- 17. Bill Flores (R)
- 18. Sheila Jackson Lee (D)
- 19. Jodey Arrington (R)
- 20. Joaquín Castro (D)
- 21. Lamar Smith (R)
- 22. Pete Olson (R)
- 23. Will Hurd (R)
- 24. Kenny Marchant (R)
- 25. Roger Williams (R)
- 26. Michael C. Burgess (R)
- 27. Blake Farenthold (R), fino al 6 aprile 2018

     Michael Cloud (R), dal 10 luglio 2018
- 28. Henry Cuellar (D)
- 29. Gene Green (D)
- 30. Eddie Bernice Johnson (D)
- 31. John Carter (R)
- 32. Pete Sessions (R)
- 33. Marc Veasey (D)
- 34. Filemon Vela (D)
- 35. Lloyd Doggett (D)
- 36. Brian Babin (R)

Utah
(4 Repubblicani)
- 1. Rob Bishop (R)
- 2. Chris Stewart (R)
- 3. Jason Chaffetz (R), fino al 30 giugno 2017

     John Curtis (R), dal 13 novembre 2017
- 4. Mia Love (R)

Vermont
(1 Democratico)
- "At-large". Peter Welch (D)

Virginia
(7 Repubblicani, 4 Democratici)
- 1. Rob Wittman (R)
- 2. Scott Taylor (R)
- 3. Bobby Scott (D)
- 4. Donald McEachin (D)
- 5. Tom Garrett (R)
- 6. Bob Goodlatte (R)
- 7. Dave Brat (R)
- 8. Don Beyer (D)
- 9. Morgan Griffith (R)
- 10. Barbara Comstock (R)
- 11. Gerry Connolly (D)

Virginia Occidentale
(3 Repubblicani)
- 1. David McKinley (R)
- 2. Alex Mooney (R)
- 3. Evan Jenkins (R), fino al 30 settembre 2018

     Vacante, da tale data fino al Congresso successivo
Washington
(6 Democratici, 4 Repubblicani)
- 1. Suzan DelBene (D)
- 2. Rick Larsen (D)
- 3. Jaime Herrera Beutler (R)
- 4. Dan Newhouse (R)
- 5. Cathy McMorris Rodgers (R)
- 6. Derek Kilmer (D)
- 7. Pramila Jayapal (D)
- 8. Dave Reichert (R)
- 9. Adam Smith (D)
- 10. Dennis Heck (D)

Wisconsin
(5 Repubblicani, 3 Democratici)
- 1. Paul Ryan (R)
- 2. Mark Pocan (D)
- 3. Ron Kind (D)
- 4. Gwen Moore (D)
- 5. Jim Sensenbrenner (R)
- 6. Glenn Grothman (R)
- 7. Sean Duffy (R)
- 8. Mike Gallagher (R)

Wyoming
(1 Repubblicano)
- "At-large". Liz Cheney (R)

#### Membri Non votanti
(3 Democratici, 2 Repubblicani, 1 Indipendente)
- Samoa Americane: Amata Coleman Radewagen (R)
- Distretto di Columbia: Eleanor Holmes Norton (D)
- Guam: Madeleine Bordallo (D)
- Isole Marianne Settentrionali: Gregorio Sablan (I)
- Porto Rico: Jenniffer González (R/PNP)
- Isole Vergini: Stacey Plaskett (D)